# کوکر ناماکوا
 کوکر ناماکوا (نام علمی: Pterocles namaqua) نام یک گونه از سرده کوکر است.